# Molen Hoogland
De Molen Hoogland is een poldermolen die staat in het zuidelijke gebied van de Friese stad Leeuwarden, dat in de gelijknamige Nederlandse gemeente ligt

## Beschrijving
De Molen Hoogland stond vroeger met de Kramersmolen vlak bij het Van Harinxmakanaal bij Wirdum, waar ze samen de polder Wirdumer Nieuwland bemaalden. Ze verloren die functie echter en raakten vervolgens in bouwvallige staat. De Stichting De Fryske Mole, die de beide spinnenkopmolens in 1985/1986 aankocht, besloot ze te verplaatsen naar een locatie aan de Zwette ongeveer twee kilometer ten westen van Goutum en ze daar te restaureren. De Molen Hoogland was als eerste klaar, maar werd in 1999 als gevolg van brandstichting verwoest. In eerste instantie werd alleen de ondertoren van de molen herbouwd. De restauratie van de Kramersmolen werd in 2002 voltooid, maar pas in 2004 was ook Molen Hoogland helemaal hersteld. De beide molens, die maalvaardig zijn, kunnen op afspraak worden bezichtigd.

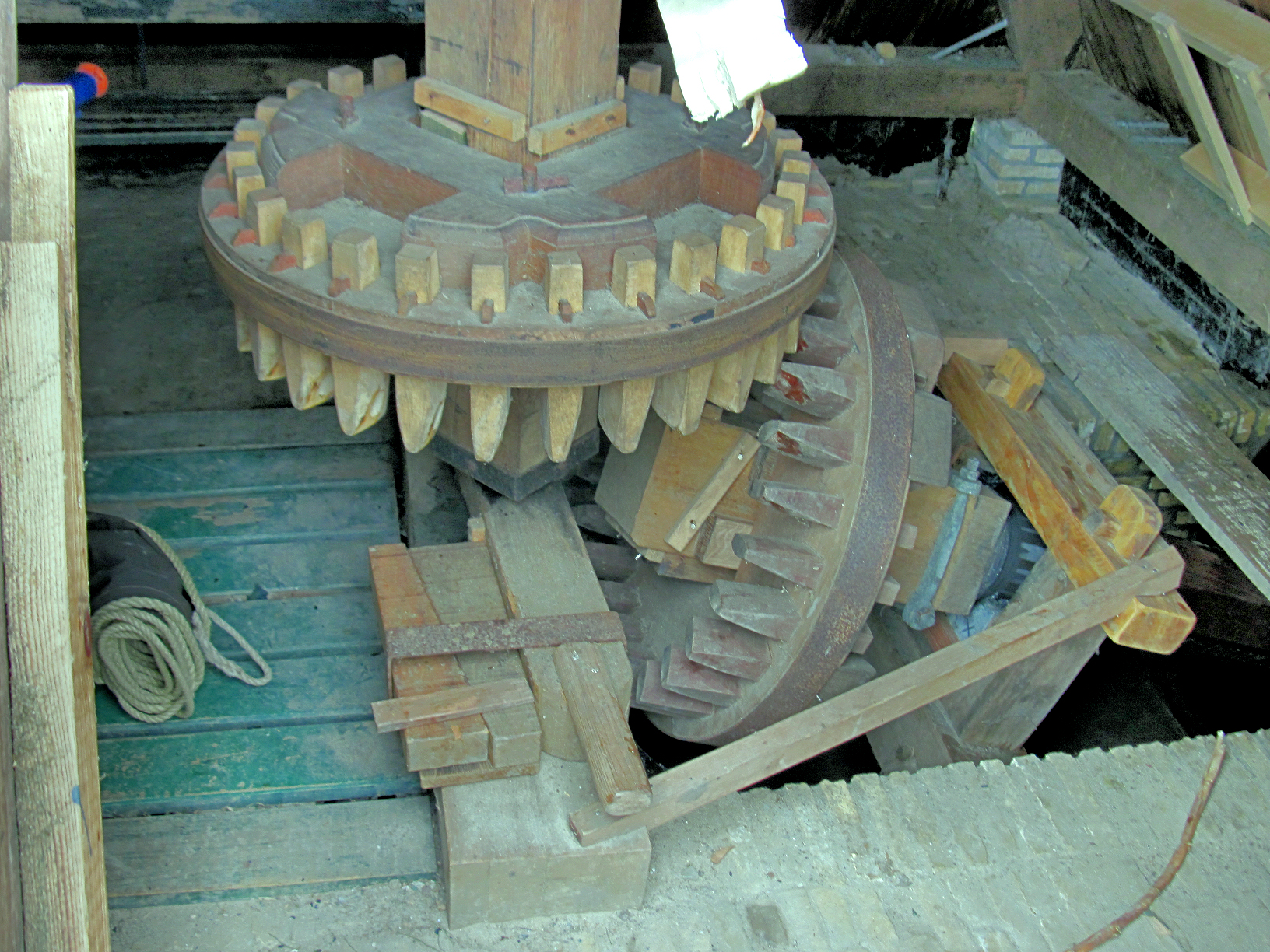
onderbonkelaar met vijzelwiel

De molen heeft een oud-hollands gevlucht met houten roeden. De bovenas is eveneens van hout. De molen wordt gevangen (geremd) met een vlaamse vang, die wordt bediend met een trekvang.
Het water wordt opgevoerd met een driegangige vijzel. De vijzel heeft een doorsnede van 74 cm en de vijzelbalk is 20 cm dik. De hellingshoek is 25°. 
De vijzel kan 92 liter water per schroefomwenteling opvoeren. 
Bij 100 enden (25 omwentelingen per minuut) van de bovenas kan de molen 240 kuub water per uur uitmalen.
92 × 25 × 1,74 = ~4.000 liter per minuut.
4.000 × 60 is 240.000 liter per uur.

## Overbrengingen
- De overbrengingsverhouding is 1:1,80
- Het bovenwiel heeft 33 kammen met een steek van 7,9 cm. De bovenbonkelaar heeft 19 en de onderbonkelaar 28 kammen ook met een steek van 7,9 cm. Hierdoor draait de koningsspil 1,74 keer sneller dan de bovenas.
- Het vijzelwiel heeft 27 kammen.